# Orthosia fuscata
Orthosia fuscata là một loài bướm đêm trong họ Noctuidae.